# XPI
XPI oder auch XPInstall (Cross-Platform Install; Aussprache: /zɪp.i/, bzw. wie ein englisch ausgesprochenes ‚zippy‘) ist ein von der Mozilla Foundation entwickeltes Dateiformat für Installationsdateien.
XPI-Dateien werden installiert, um den Funktionsumfang eines Programms zu erweitern. Programme wie Mozilla, Mozilla Firefox, Mozilla Thunderbird oder weitere XUL-basierende Anwendungen verwenden XPI.
Eine XPI-Datei ist ein ZIP-Container, der ein Installationsscript (install.rdf; früher install.js) und andere Dateien enthält. Die XPI-Datei kann mit jedem gängigen Packer-Programm geöffnet werden, das mit dem ZIP-Format umgehen kann, z. B. mit dem eingebauten Mechanismus in Mac OS oder Windows. Gegebenenfalls muss die Dateiendung vorher in .zip geändert werden.
Der MIME-Typ einer XPI-Datei ist application/x-xpinstall.